# 한스 슈페만
한스 슈페만(독일어: Hans Spemann, 1869년 6월 27일 – 1941년 9월 9일)은 독일의 동물 발생학자로, 지도 학생이었던 힐데 만골트와 함께 배아의 일부가 나머지 부위의 발생을 조절하는 형성체(organizer)로 기능함을 밝힌 공로로 1935년 노벨 생리학·의학상을 받았다.

## 생애
슈투트가르트에서 태어났다. 하이델베르크 대학을 졸업하고 뷔르츠부르크 대학에서 테오도어 보베리의 지도를 받아 발생학에 대한 연구를 시작하였다. 1914년 카이저 빌헬름 과학 연구소 소장 및 프라이부르크 대학 교수를 지냈다.

## 업적
영원의 알을 실험하여 눈의 수정체의 발생, 신경계의 발생과 생물의 기관 형성을 지배하는 형성체를 발견하였다. 알 부분을 제거, 조직의 이식, 배의 결찰 등 미세한 기술을 이용하여 양서류의 발생을 연구하고, 개구리 배아에서의 안배의 렌즈 원기의 유도, 도롱뇽 배아의 결찰에 의한 중복배 형성을 제시하였다. 도롱뇽 배아의 원구배순부의 이식 실험으로써 형성체 작용을 발견하였다. 이와 같이 실험 발생학에 기여한 공로로 1935년 노벨 생리학·의학상을 받았다.

## 같이 보기
- 테오도어 보베리
- 발생생물학
- 형태형성
- 아우구스트 바이스만